# Liste von Krankenhäusern im Kreis Recklinghausen
Die Liste von Krankenhäusern im Kreis Recklinghausen erfasst Krankenhäuser auf dem Gebiet des Kreises Recklinghausen in Nordrhein-Westfalen, der oft noch als das Vest bezeichnet wird.

## Liste
| Name                                                          | Ort               | Jahr der Gründung | Träger                                                          | Anmerkungen                                                                               | Bild |
| ------------------------------------------------------------- | ----------------- | ----------------- | --------------------------------------------------------------- | ----------------------------------------------------------------------------------------- | ---- |
| St.-Rochus-Hospital Castrop-Rauxel                            | Castrop-Rauxel    | 1869              | Katholische St.-Lukas-Gesellschaft                              | [ 2 ]                                                                                     |      |
| Evangelisches Krankenhaus Castrop-Rauxel                      | Castrop-Rauxel    | 1892              | Evangelische Krankenhausgemeinschaft Herne/Castrop-Rauxel gGmbH | [ 3 ]                                                                                     |      |
| Salus Klinik Castrop-Rauxel                                   | Castrop-Rauxel    | ca. 2000          | Salus-Klinik GmbH                                               | Klinik für Suchtbehandlung von Alkohol bis zu viel Handy                                  |      |
| St.-Vincenz-Krankenhaus Datteln                               | Datteln           |                   | Vestische Caritas-Kliniken GmbH                                 | [ 5 ]                                                                                     |      |
| Vestische Kinder- und Jugendklinik Datteln                    | Datteln           |                   | Vestische Caritas-Kliniken GmbH                                 | unter anderem Kinder- und Jugendpsychiatrie.                                              |      |
| St.-Elisabeth-Krankenhaus                                     | Dorsten           |                   | Katholisches Klinikum Ruhrgebiet Nord GmbH                      | Lehrkrankenhaus der Westfälischen Wilhelms-Universität.                                   |      |
| St. Barbara-Hospital                                          | Gladbeck          |                   | Katholische Kliniken Emscher-Lippe GmbH                         | [ 8 ]                                                                                     |      |
| St.-Sixtus-Hospital                                           | Haltern           |                   | Katholisches Klinikum Ruhrgebiet Nord GmbH                      | Lehrkrankenhaus der Westfälischen Wilhelms-Universität.                                   |      |
| Gertrudis-Hospital                                            | Herten-Westerholt |                   | Katholisches Klinikum Ruhrgebiet Nord GmbH                      | Lehrkrankenhaus der Westfälischen Wilhelms-Universität.                                   |      |
| St.-Elisabeth-Hospital Herten                                 | Herten            |                   |                                                                 | [ 9 ]                                                                                     |      |
| LWL-Klinik Herten – Klinik für Psychiatrie und Psychotherapie | Herten            |                   | Landschaftsverband Westfalen-Lippe                              | Psychiatrie.                                                                              |      |
| LWL-Klinik Marl-Sinsen – Haardklinik                          | Marl-Sinsen       | 1966              | Landschaftsverband Westfalen-Lippe                              | Kinder- und Jugendpsychiatrie.                                                            |      |
| Marienhospital Marl                                           | Marl              |                   | Katholisches Klinikum Ruhrgebiet Nord GmbH                      | Lehrkrankenhaus der Westfälischen Wilhelms-Universität.                                   |      |
| Paracelsus-Klinik Marl                                        | Marl              |                   | Klinikum Vest GmbH                                              | Akademisches Lehrkrankenhaus der Ruhr-Universität Bochum.                                 |      |
| Knappschaftskrankenhaus Recklinghausen                        | Recklinghausen    |                   | Klinikum Vest GmbH                                              | Akademisches Lehrkrankenhaus der Ruhr-Universität Bochum.                                 |      |
| Prosper-Hospital Recklinghausen                               | Recklinghausen    | 1848              | Stiftungsklinikum PROSELIS gGmbH                                | Größtes Krankenhaus im Kreis Recklinghausen. Älteste Krankenhaus im Kreis Recklinghausen. |      |
| Elisabeth-Krankenhaus Recklinghausen                          | Recklinghausen    |                   | Franziskus-Stiftung, Münster                                    | [ 17 ]                                                                                    |      |
| St.-Laurentius-Stift Waltrop                                  | Waltrop           |                   | Vestische Caritas-Kliniken GmbH                                 | [ 18 ]                                                                                    |      |